# Donnie Shell
Pour les articles homonymes, voir Shell.
College Football Hall of Fame 1998
(en) Statistiques sur pro-football-reference
Donnie Shell, né le 26 août 1952 à Whitmire, est un américain, joueur professionnel de football américain ayant évolué au poste de safety.
Après avoir joué au niveau universitaire pour les Bulldogs de l'État de Caroline du Sud (en), Shell n'est pas sélectionné lors de la draft 1974 de la NFL mais est signé par la franchise des Steelers de Pittsburgh évoluant en National Football League (NFL). 
Il y reste toute sa carrière de 1974 à 1987 et y remporte quatre Super Bowls. Il est sélectionné à cinq reprises pour le Pro Bowl et est nommé All-Pro à 3 reprises.